# Unterkieferlymphknoten

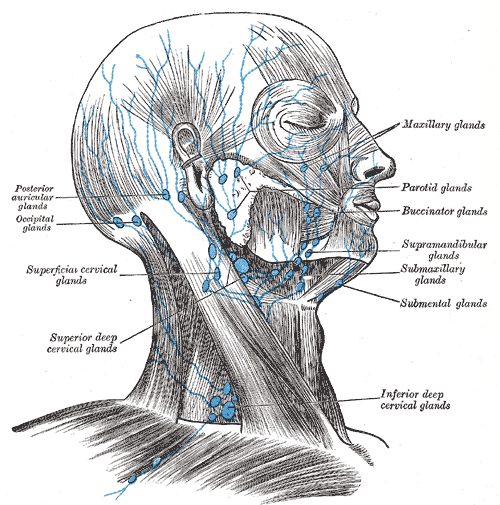
Kopf- und Halslymphknoten des Menschen, Unterkieferlymphknoten hier als submaxillary glands bezeichnet.

Die Unterkieferlymphknoten (lat. Nodi lymphoidei submandibulares, auch Lymphonodi submandibulares) sind eine Gruppe von drei bis sechs Lymphknoten am Unterrand des Unterkieferkörpers seitlich und oberflächlich zur Unterkieferspeicheldrüse. Das Einzugsgebiet (tributäre Gebiet) der Lymphknoten sind Wange, Nase, der nasale Augenwinkel, Lippen, Gaumen, Kiefer und ein Teil der Zunge. Der Lymphabfluss erfolgt über die tiefen Halslymphknoten.
In der Tieranatomie werden die Lymphknoten als Lymphonodi [Lnn.] mandibulares bezeichnet und vergleichend-anatomisch dem Lymphocentrum mandibulare zugeordnet. Dabei kommt bei Rindern meist nur beidseitig ein Lymphknoten vor, bei Schweinen und Raubtieren zwei oder mehr und bei Pferden ein großes Paket aus vielen kleinen Lymphknoten. Die Lymphknotenpakete beider Seiten verschmelzen bei Pferden vorn, so dass ein v-förmiges Gebilde entsteht. Das tributäre Gebiet entspricht weitestgehend den Verhältnissen beim Menschen. Der Lymphabfluss erfolgt zumeist über das Lymphocentrum retropharyngeum, bei Pferden direkt in die kranialen tiefen Halslymphknoten.
Bei Katzen und Schweinen kommen zusätzliche Unterkieferlymphknoten (Lymphonodi mandibulares accessorii) vor, die entweder direkt hinter den Unterkieferlymphknoten (Katzen) oder weiter davon entfernt am Zusammenfluss der Vena jugularis externa (Schweine) liegen.